# Síndrome de Münchhausen
La síndrome de Münchhausen és una malaltia psiquiàtrica, que es caracteritza per inventar-se i fingir malalties (o fins i tot provocar-se-les a un mateix, mitjançant la ingesta de medicaments o mitjançant autolesions) per cridar l'atenció dels metges o metgesses, i ser tractat com un malalt/a.
Forma part dels trastorns ficticis en les classificacions psiquiàtriques internacionals (CIM-10 i DSM-IV).
És gairebé més coneguda la síndrome de Münchhausen per poders, pel qual un adult provoca o fa fingir les malalties sobre un nen que està sota el seu control, freqüentment fills o nebots.